# Borambola
Borambola är en ort i Australien. Den ligger i kommunen Wagga Wagga och delstaten New South Wales, i den sydöstra delen av landet, omkring 360 kilometer sydväst om delstatshuvudstaden Sydney. Antalet invånare är 1 432.
Runt Borambola är det glesbefolkat, med 12 invånare per kvadratkilometer.. Närmaste större samhälle är Alfredtown, omkring 14 kilometer väster om Borambola.
Trakten runt Borambola består till största delen av jordbruksmark. Genomsnittlig årsnederbörd är 867 millimeter. Den regnigaste månaden är mars, med i genomsnitt 113 mm nederbörd, och den torraste är oktober, med 42 mm nederbörd.